# Луиза Каролина Гессен-Кассельская
Луиза Каролина Гессен-Кассельская (нем. Luise Karoline von Hessen-Kassel; 28 сентября 1789, Готторп — 13 марта 1867, Балленштедт) — супруга Фридриха Вильгельма, герцога Шлезвиг-Гольштейн-Зондербург-Глюксбургского.

## Биография
Луиза Каролина родилась в замке Готторп в герцогстве Шлезвиг в семье Карла Гессен-Кассельского и Луизы, принцессы Дании и Норвегии. Её старшая сестра Мария София Гессен-Кассельская была супругой короля Фредерика VI.

### Брак и дети
В 1810 году Луиза Каролина стала женой Фридриха Вильгельма, герцога Шлезвиг-Гольштейн-Зондербург-Глюксбургского. В этом браке родилось десять детей:
- Луиза Мария Фридерика (23 октября 1810 — 11 мая 1869), в первом браке (1837) была замужем за графом Фридрихом фон Ласпергом, во втором (1846) — за графом Альфредом фон Гогенталем;
- Фридерика Каролина Юлиана (9 октября 1811 — 10 июля 1902), была замужем за Александром Карлом, герцогом Ангальт-Бернбургским;
- Карл (30 сентября 1813 — 24 октября 1878), был женат на Вильгельмине Марии Датской;
- Фридрих (23 октября 1814 — 27 ноября 1885), был женат на Адельгейде, принцессе Шаумбург-Липпской;
- Вильгельм (10 апреля 1816 — 5 сентября 1893).
- Кристиан (8 апреля 1818 — 29 января 1906), король Дании Кристиан IX, был женат на Луизе Гессен-Кассельской;
- Луиза (18 ноября 1820 — 30 ноября 1894), аббатиса Итцехо;
- Юлий (14 октября 1824 — 1 июня 1903), был женат на Элизабет фон Цигсар;
- Иоганн (5 декабря 1825 — 27 мая 1911);
- Николаус (22 декабря 1828 — 18 августа 1849).